# Apaturinae
De Apaturinae zijn een onderfamilie van vlinders uit de familie Nymphalidae. De indeling in tribus en geslachten in dit artikel volgt die van de Nymphalidae Systematics Group.

## Geslachten
- Apatura Fabricius, 1807
  - = Potamis Hübner, 1806
  - = Aeola Billberg, 1820
  - = Athymodes Moore, 1896
- Apaturina Herrich-Schäffer, 1864
- Apaturopsis Aurivillius, 1898
- Asterocampa Röber, 1916
  - = Celtiphaga Barnes & Lindsey, 1922
- Chitoria Moore, 1896
  - = Dravira Moore, 1896
  - = Sincana Moore, 1896
- Dilipa Moore, 1857
- Doxocopa Hübner, 1819
  - = Catargyria Hübner, 1823
  - = Chlorippe Doubleday, 1844
  - = Chlorippe Boisduval, 1870
- Euapatura Ebert, 1971
- Eulaceura Butler, 1872
- Euripus Doubleday, 1848
  - = Idrusia Corbet, 1943
- Helcyra Felder, 1860
  - = Limina Moore, 1896
- Herona Doubleday, 1848
- Hestina Westwood, 1850
  - = Diagora Snellen, 1894
  - = Parhestina Moore, 1896
- Hestinalis Bryk, 1938
- Mimathyma Moore, 1896
  - = Bremeria Moore, 1896 non Bremeria Alphéraky, 1892
  - = Athymodes Moore, 1896
  - = Amuriana Korshunov & Dubatolov, 1984 nomen novum voor Bremeria Moore, 1896
- Rohana Moore, 1880
  - = Narsenga Moore, 1896
- Sasakia Moore, 1896
- Sephisa Moore, 1882
  - = Castalia Westwood, 1850 non Castalia Lamarck, 1810
- Thaleropis Staudinger, 1871
- Timelaea Lucas, 1883